# Elazar
Elazar (hebräisch אלעזר) ist eine israelische Siedlung in Judäa (Westjordanland), 18 km südlich von Jerusalem. Die Siedlung wurde 1975 gegründet und nach dem Makkabäer Elazar (Awaran) benannt, der etwas weiter westlich in der Schlacht von Beth Sacharja getötet wurde (1. Makkabäerbuch 6,43-46). Elazar liegt in der Region Gusch Etzion. Ende 2010 zählte Elazar 1905 Einwohnern, 1994 waren es 398 Einwohner. Am 31. Dezember 2016 hatte der Ort 2568 Einwohner.
Der UNO-Generalsekretär Ban Ki-moon und die EU-Außenbeauftragte Catherine Ashton bezeichneten 2011 die israelischen Siedlungen in den seit 1967 besetzten Gebieten gemäß dem Völkerrecht als illegal, Israel bestreitet dies.
Zu Elazar gehört ebenfalls der auch nach israelischem Recht illegale Außenposten Netiv Ha’avot, der auf Land errichtet wurde, das der Familie Mussa aus al-Khader gehört.